# Il novizio del diavolo
Il novizio del diavolo  (The Devil's Novice) è un giallo storico di ambientazione medievale, scritto dall'autrice britannica Ellis Peters. Si tratta dell'ottavo romanzo in cui indaga il monaco benedettino Fratello Cadfael. Pubblicato per la prima volta in lingua originale nel 1983 è arrivato nelle librerie italiane nel 1992, tradotto da Monica Zardoni.

## Trama
La vicenda ha inizio nel settembre del l'anno 1140, nell'abbazia dei Santi Pietro e Paolo a Shrewsbury, in Inghilterra. I monaci stanno discutendo la possibilità di accettare due giovani novizi: l'uno è un bambino di quattro anni e l'altro il diciannovenne Meriet Aspley. Entrambi provengono da famiglie facoltose e sono figli minori. Alla fine del dibattito, l'abate conclude che il bambino non sarà accettato, mentre tutti sono pronti ad accogliere il giovane Meriet.
Meriet giunge alcuni giorni dopo, accompagnato dal padre. È il secondogenito di Leoric Aspley, feudatario di un possedimento nei pressi dell'abbazia. Cadfael, che assiste all'arrivo, si accorge della freddezza del rapporto tra padre e figlio.
Nei giorni seguenti Meriet sembra desideroso di dimostrarsi degno dell'ordine benedettino e s'impegna al massimo. Tuttavia, presto iniziano i problemi. Dopo aver visto un altro novizio fare una brutta caduta e rimanere svenuto, il giovane Aspley inizia ad avere incubi spaventosi. Le sue grida notturne svegliano l'intero dormitorio, spaventando monaci e novizi, che iniziano a temere il giovane, arrivando perfino a soprannominarlo il novizio del diavolo. Questa difficile situazione sfocia in un terribile incidente in cui Meriet aggredisce violentemente fratello Jerome, suo confessore nonché il monaco più fedele al priore Robert. Il castigo è severo: una punizione corporale seguita da dieci giorni in cella d'isolamento a pane e acqua.
L'abate, tuttavia, vuole sapere quale malessere disturba il sonno del novizio e chiede a fratello Cadfael di recarsi dal padre, nel feudo vicino, per avere un ragguaglio. Cadfael è ben lieto di potersi interessare alla questione, recandosi nella tenuta di Aspley, perché altre questioni lo guidano in quella direzione. Infatti, in ottobre, appena alcune settimane dopo l'arrivo di Meriet all'abbazia, giunge a Shrewsbury il canonico Eluard di Winchester. Egli è un inviato di Henry di Blois, vescovo di Winchester. Quest'ultimo sta tentando di porre un fermo all'anarchia generata dalla lotta per il potere tra Re Stefano e l'Imperatrice Maud con mezzi diplomatici. Ha inviato Eluard a Chester dal conte Ranulf e da William de Roumare (fratello illegittimo del conte) per chiedere loro un incontro con Re Stefano.
Portata l'ambascia, Eluard si è dunque messo in viaggio, in direzione sud e, lungo la via, ha chiesto notizie di Peter Clemence, un altro sacerdote. A lui era stato dato il medesimo incarico in settembre, ma egli non era mai giunto a destinazione. L'ultimo posto dal quale si era allontanato a cavallo era la tenuta di Aspley, dove si era fermato una notte presso i suoi lontani parenti.
Ora Eluard chiede al vicesceriffo Hugh Beringar un aiuto nella ricerca del giovane sacerdote scomparso. Il canonico interroga anche il giovane Meriet su quanto era accaduto nel corso della visita dato che in quel periodo egli viveva ancora nella dimora paterna. 
Hugh Beringar trova molto facilmente il bellissimo cavallo appartenente al sacerdote e lo riporta nelle stalle dell'abbazia, ma del suo cavaliere nemmeno l'ombra. Intanto Cadfael, passa una giornata nella tenuta di Aspley dove incontra il padre di Meriet, Leoric, del tutto disinteressato alla sorte del secondogenito. Ha poi dei brevi incontri con il fratello maggiore Nigel e la sua bellissima fidanzata Roswitha, con la sedicenne Isouta, ereditiera di un feudo vicino ma cresciuta in casa Aspley dalla morte dei genitori, e anche con Janyn, il fratello gemello di Roswitha, che è buon amico di Nigel ed erediterà la tenuta paterna. Nessuno di loro dà informazioni riguardo al canonico, eccetto Isouda. Ella ricorda che il giovane sacerdote aveva flirtato tutta la sera con Roswitha, ingelosendo Nigel. Isouda chiede poi a Fratello Cadafael di aiutare il giovane Meriet, di cui è innamorata, sebbene sappia che lui non pensa che alla bella Roswitha.
Quando la penitenza di Meriet è terminata, l'abate, su consiglio di fratello Cadfael, ordina al giovane novizio di passare le seguenti settimane nel lazzaretto di Saint Giles, dove aiuterà fratello Mark con gli indigenti e gli ammalati. Meriet si trova presto in armonia, sia con i malati, sia con fratello Mark e smette di avere incubi. Tuttavia, tale periodo di grazia si interrompe con la giornata della raccolta della legna. Meriet, fratello Mark e i loro compagni vanno a cercare legna nella capanna abbandonata di un carbonaio. Purtroppo fanno una macabra scoperta. Sotto un cumulo di legna data alle fiamme c'è il cadavere carbonizzato di un uomo.
Cadfael e Beringar si accorgono immediatamente, visti i gioielli e gli stivali, che si tratta del giovane sacerdote Peter Clemence e iniziano ad indagare. Alla fine scopriranno l'amara verità e aiuteranno Meriet a riallacciare i rapporti col padre.

## Adattamento televisivo
Nella serie televisiva britannica Cadfael – I misteri dell’abbazia, prodotta dalla ITV, ogni episodio è la trasposizione di uno dei romanzi che hanno come protagonista il monaco benedettino.  Il novizio del diavolo è stato adattato nel secondo episodio della seconda stagione.

## Edizioni italiane
- Ellis Peters, Il novizio del diavolo, illustrato, traduzione di Monica Zardoni, collana: La gaja scienza, n° 378, Milano, Longanesi & C., 1992,  p. 236, ISBN 88-304-1086-1.
- Ellis Peters, Il novizio del diavolo, traduzione di Monica Zardoni, Milano, TEA, 1994,  p. 236, ISBN 88-7819-690-8.
- Ellis Peters, Il novizio del diavolo, Milano, Club degli Editori, 1995.
- Ellis Peters, Il novizio del diavolo, traduzione di Monica Zardoni, Milano, Euroclub, 1996.
- Ellis Peters, Il novizio del diavolo, collana: Superpocket, Milano, 1999.